# Urbanak Peak
Urbanak Peak är en bergstopp i Antarktis. Den ligger i Västantarktis. Inget land gör anspråk på området. Toppen på Urbanak Peak är 1 819 meter över havet.
Terrängen runt Urbanak Peak är platt norrut, men söderut är den kuperad. Trakten är obefolkad. Det finns inga samhällen i närheten.